# Alatyr (mythologie)
 (octobre 2024).
Si vous disposez d'ouvrages ou d'articles de référence ou si vous connaissez des sites web de qualité traitant du thème abordé ici, merci de compléter l'article en donnant les références utiles à sa vérifiabilité et en les liant à la section « Notes et références ».
Pour les articles homonymes, voir Alatyr.

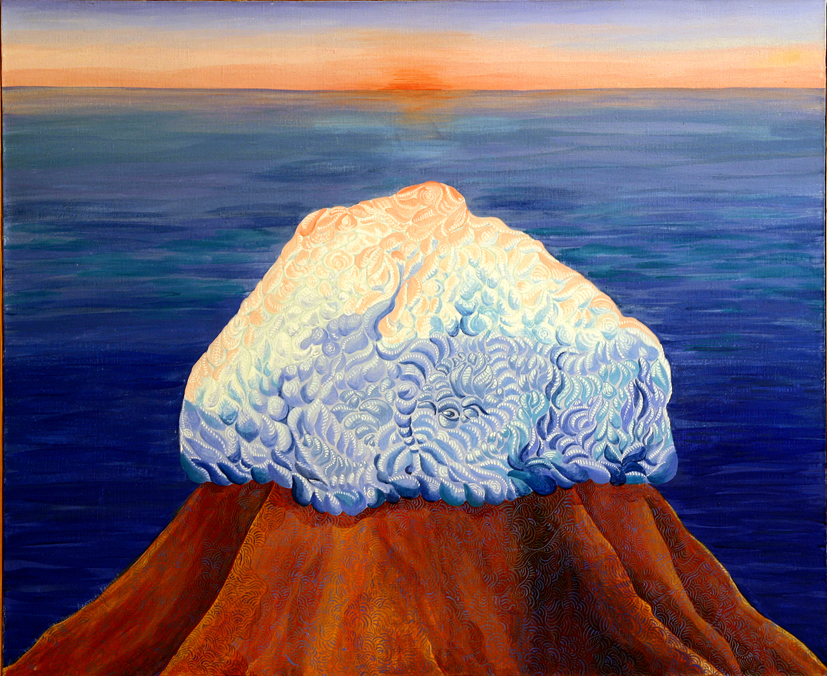
Peinture de Lola Lonli "White Hot Alatyr Stone" représentant Alatyr'

Dans les légendes médiévales russes et le folklore slave, Alatyr' est le « père de toutes les pierres » (un omphalos) qui possède des pouvoirs de magie et de guérison. Il est censé se trouver au milieu du monde, sur l'île Bouïane. On affirme que cette pierre est gardée par les monstres mythiques Gagana (en) l'oiseau et Garafena le serpent.
Sur Alatyr' pousse l'Arbre du Monde, et les rivières guérisseuses s'écoulent d'en dessous vers le monde entier. Les Russes croyaient qu'on pouvait accéder au ciel par l'Arbre du Monde, qui lie entre eux le Bas Monde, la Terre et les neuf cieux. On pense d'ailleurs que cet arbre était semblable à un très grand et très beau chêne (certains parlent d'un pommier ou d'un cyprès).
Une seule différence avec les autres chênes : sur celui-ci mûrissent les fruits et les graines de tous les autres arbres et plantes de la terre.
Là où l'Arbre dépasse le septième ciel, il y a une île  nommée « Iriï » ou « Vyriï », d'où peut-être, le mot « raï » qui signifie en russe « paradis ».
L'Arbre du monde sur Alatyr' a plusieurs ressemblances avec Yggdrasil, l'Arbre-Monde de la mythologie nordique : ce dernier supporte aussi neuf mondes, il est au centre du monde, un aigle et le serpent Nídhögg y vivent.